# Asociación de Bibliotecarios Graduados de la República Argentina
La Asociación de Bibliotecarios Graduados de la República Argentina (ABGRA) es una asociación gremial de primer grado, que agrupa a los bibliotecarios graduados, asi como también a estudiantes e idóneos, que presten o hayan prestado servicios en bibliotecas públicas o privadas con zona de actuación en todo el territorio de la República Argentina.  Es la única asociación sindical que tiene el reconocimiento del Estado en la defensa y representación de los intereses profesionales de los bibliotecarios graduados para toda la Argentina.

## Historia
El antecedente más remoto de ABGRA es el Centro de Estudios Bibliotecológicos del Museo Social Argentino, creado en 1943. Dicho Centro se transformó en la Asociación de Bibliotecarios Graduados de la Capital Federal el 5 de noviembre de 1953, al hacerse necesario atender cuestiones relativas a la organización profesional. En 1960, al acceder a la personería gremial (No.354/60), extendió su ámbito de aplicación a todo el territorio nacional, y debió modificar su nombre al de Asociación de Bibliotecarios Graduados de la República Argentina. Algunos años después obtiene la personería jurídica (N.°678/68).
Durante sus primeros años, ABGRA estuvo confederada en la Confederación General de Profesionales (CGP), una entidad que agrupaba a intelectuales y profesionales de clase media de diversos campos. Este vínculo reflejaba la voluntad de integrar las demandas bibliotecarias en un marco más amplio de derechos profesionales y laborales.
Durante la realización del Primer Congreso Técnico y Gremial de Bibliotecarios Argentinos (Santiago del Estero, 1942), se estableció el 13 de septiembre el Día del Bibliotecario, por ser ese día el de la creación de la primera biblioteca pública (hoy Biblioteca Nacional Mariano Moreno), aunque oficialmente quedó establecida dicha fecha en 1954 mediante el Decreto 17650/54. En 1965, por gestiones realizadas ante el Ministerio de Educación, se logró la declaración del Día del Bibliotecario, y el asueto obligatorio para todo el personal de las bibliotecas dependientes de la Administración Pública Nacional.
Desde 1962 ABGRA es miembro de la Federación Internacional de Asociaciones de Bibliotecarios y Bibliotecas (IFLA), forma parte de la Sección de América Latina y el Caribe (IFLA/LAC), y colabora con el Instituto Argentino de Racionalización de Materiales (IRAM). Además forma parte de la Red Nacional de Asociaciones de Bibliotecarios de la República Argentina (RENABI.AR). En 2004 Argentina fue seleccionada como sede del Congreso Mundial de Bibliotecas e Información, organizado por la IFLA, donde la Asociación actuó como organizador nacional.

## Gobierno
Además de las Secretarías existen comisiones de trabajo que cuentan con participación de los socios y colaboran en alcanzar algunos de sus principales objetivos: 
- Defender los intereses profesionales de sus asociados.[15]
- Mantener relaciones con entidades similares dentro y fuera del país.[16]
- Promover la enseñanza profesional.[17]
- Colaborar con el Estado como organismo técnico y consultivo.[18][19]
- Organizar congresos, conferencias, jornadas, cursos, etc.[20]

## Acciones y servicios
ABGRA ofrece una variedad de servicios a sus afiliados, como beneficios y descuentos en capacitación, compra de bibliografía y turismo. Ortos servicios comprenden: la formación continua a través de cursos, capacitaciones, talleres, charlas, etc., con el fin de mantener la actualización permanente de los asociados; un servicio de asesoría legal para cuestiones laborales y una bolsa de trabajo, que permite relacionar solicitudes y demandas; y ofrece una biblioteca especializada en Bibliotecología y un archivo institucional.
Anualmente se convoca a una Reunión Nacional, despertando así el interés por la profesión, favoreciendo el intercambio de experiencias y facilitando un espacio para exponer los avances del campo. En este marco, se llevan a cabo las Jornadas por Especialidad, seminarios, talleres y presentaciones.También se realizan anualmente las Jornadas de Actualización Profesional en el marco de la Feria del Libro de Buenos Aires, que representan un espacio crucial para la actualización, el intercambio de ideas y la exploración de nuevos horizontes para la profesión.También se realiza el Foro de literatura infantil y juvenil, y otros eventos como los festejos del Día del Bibliotecario, que incluyen el Premio ABGRA a los egresados de mejor promedio del año.

## Publicaciones
- Bibliotecología y documentación: 1979-1984. De perfil académico, contó con la colaboración de destacados profesionales como Domingo Buonocore, Ernesto Gietz, Josefa Sabor, Reinaldo Suárez, Carlos V. Penna, Stella M. Fernández, Horacio Hernández, Lydia Revello y José M. Martínez.[25]
- Boletín informativo: 1966-1975; 1984-1993 (nueva época). Tuvo como propósito brindar información sobre las actividades de la Asociación y la promoción de las bibliotecas y centros de documentación de todo el país. Publicaba documentos y trabajos presentados en las reuniones nacionales y novedades bibliográficas Se distribuyó gratuitamente entre las instituciones vinculadas al quehacer profesional del país y del exterior.[26]
- Informativo ABGRA: 1995-1997
- Referencias: 1994-200-. El Boletín informativo se integró a esta revista, la que fue publicada bajo normas internacionales.[27]
- Boletín electrónico: 2008- (continúa) El desarrollo de las tecnologías y la necesidad de contribuir al cuidado del medio ambiente determinaron este formato.[28]